# تيد أتكينسون (لاعب كرة قدم أسترالية)
تيد أتكينسون (بالإنجليزية: Ted Atkinson)‏ هو لاعب كرة قدم أسترالية أسترالي، ولد في 22 سبتمبر 1920، وتوفي في 8 يونيو 2016.

## وصلات خارجية
- تيد أتكينسون على موقع AustralianFootball.com (الإنجليزية)
- تيد أتكينسون على موقع AFLtables.com (الإنجليزية)